# 希维托语
希维托语（Hibito，亦作Híbito、Hívito、Chibito、Ibito、Jibito、Xibita、Zibito）是秘鲁一种已灭绝语言。它与同样已灭绝的乔隆语共同构成希维托–乔隆语系。
1850年有500使用者。
Loukotka (1968)报告它分布在瓦莫河两岸，就在乔隆语区以北。